# Liste der ecuadorianischen Botschafter bei der Europäischen Union
Der ecuadorianische Botschafter bei der Europäischen Union vertritt die Regierung in Quito bei der Europäischen Kommission.
Gleichzeitig ist er regelmäßig auch bei den Regierungen von Belgien, von Luxemburg sowie in Den Haag, in Paris und bei der UNESCO akkreditiert.
| Ernennung / Akkreditierung | Botschafter                 | Bemerkungen | ernannt durch den Präsidenten von Ecuador | akkreditiert beim Präsidenten der Europäischen Kommission | Posten verlassen |
| -------------------------- | --------------------------- | ----------- | ----------------------------------------- | --------------------------------------------------------- | ---------------- |
| 14. Feb. 1964              | Clemente Yerovi             |             | Ramón Castro Jijón                        | Walter Hallstein                                          |                  |
| 5. Okt. 1971               | Antonio José Lucio Paredes  | [ 1 ]       | José María Velasco Ibarra                 | Franco Maria Malfatti                                     |                  |
| 13. Juni 1973              | Armando Pesantes García     | [ 2 ]       | Guillermo Rodríguez Lara                  | François-Xavier Ortoli                                    |                  |
| 17. Dez. 1979              | José Ayala Lasso            |             | Jaime Roldós                              | Roy Jenkins                                               |                  |
| 15. Dez. 1983              | Hernán Guarderas Iturralde  |             | Osvaldo Hurtado                           | Gaston Thorn                                              |                  |
| 4. Juni 1987               | Diego Paredes Peña          |             | León Febres Cordero                       | Jacques Delors                                            |                  |
| 6. Mai 1989                | Xavier Pérez Martínez       |             | Rodrigo Borja                             | Jacques Delors                                            |                  |
| 14. Okt. 1993              | Louis Orrantia Gonzalez     |             | Sixto Durán Ballén                        | Jacques Delors                                            |                  |
| 21. Mai 1997               | Alfredo Pinoargote Cevallos |             | Fabián Alarcón                            | Jacques Santer                                            |                  |
| 18. Apr. 2002              | Méntor Villagómez Merino    |             | Gustavo Noboa                             | Romano Prodi                                              |                  |
| 11. Juni 2007              | Fernando Yépez Lasso        |             | Rafael Correa                             | José Manuel Barroso                                       |                  |
| 23. Juli 2014              | Pablo Villagomez Reinel     |             | Rafael Correa                             | Jean-Claude Juncker                                       |                  |
| 30. Apr. 2019              | Pablo Ortiz García          |             | Lenín Moreno                              | Jean-Claude Juncker                                       |                  |